# شارع الملك فيصل (الجيزة)
شارع الملك فيصل أحد شوارع مدينة الجيزة في مصر. سمي الشارع بهذا الاسم نسبة لفيصل بن عبد العزيز ملك السعودية، يقع بمحاذاة شارع الهرم وبنفس الطول، ولكن شارع فيصل أكثر ازدحاما بالحركة المرورية وهو شارع تجاري حديث يعتبر شارع الملك فيصل أحد أشهر الشوارع العمومية بمصر، يوجد به حركة تجارية واسعة لما ينتشر به من محلات فاخرة وأشهر المطاعم وشركات الملابس الرياضية ويعيبه جدا السيارات التي تقف على محاذاة الطريق أكثر من صف على مدار الساعة، ويوجد به الكثير من الخدمات والمرافق ويمر في أول الشارع كوبري الجيزة الذي يؤدي إلى الدخول الي الجيزة أو الخروج منها، وفي امتداده شارع السودان، وفي نهايته يوجد ميدان الرماية المؤدي إلى طريق الفيوم الصحراوي أو طريق الإسكندرية الصحراوي.
يمتد شارع الملك فيصل إلى مسافة طولها أكثر من 7 كيلو متر من شرق الجيزة إلى غرب الجيزة وتوجد به المناطق التالية بعضها يتسم بالرقي وارتفاع مستوى سكانه ثقافياً واجتماعياً. مثل منطقة المساحة، مدكور، حسن محمد، المطبعة، التعاون، المريوطية، المستقبل، الوفاء والأمل والبعض يتسم بالطابع الشعبي: أول فيصل، العشرين، الطالبية، الطوابق، الكوم الأخضر، شارع جابر بن حيان ويعتبر شارع فيصل أحد مداخل ومخارج الجيزة من الصعيد والإسكندرية والساحل الشمالي. شهد الشارع في العقد الأخير من القرن الحادي والعشرين العديد من مخالفات المباني والازدحام الكبير والعشوائية. الشارع يسبب أزمة مرورية كبيرة في الجيزة، وهو شارع تجاري، والأزمة الحقيقية تكمن في ركن السيارات في الشارع.
1. ↑  "فيصل المدينة الاكثر ازدحاما في الجيزة". دار يوفن. 14 مارس 2023. مؤرشف من الأصل في 2024-01-22. اطلع عليه بتاريخ 2024-01-05.